# Paisito
Paisito es una película uruguayo-argentino-española de 2008. Dirigida por Ana Díez, es un drama que en su mayor parte transcurre en el Uruguay de 1972 y protagonizado por Mauricio Dayub, Viviana Saccone, Emilio Gutiérrez Caba, María Botto y Nicolás Pauls.

## Sinopsis
De niños, Xavi —hijo de un zapatero navarro emigrado a Uruguay en la segunda posguerra— y Rosana —hija del Jefe de Policía de Montevideo— se habían jurado amor eterno. Ahora, años más tarde y en España, Xavi es contratado por el Club Atlético Osasuna. Allí se vuelve a encontrar con Rosana, quien está exiliada. El reencuentro plantea interrogantes y revelaciones.

## Protagonistas
- Mauricio Dayub (Roberto)
- Viviana Saccone (Ana)
- Emilio Gutiérrez Caba (Manuel)
- Eduardo Migliónico (Moreira)
- María Botto (Rosana, adulta)
- Nicolás Pauls (Xavi, adulto)
- Pía Rodríguez (Rosana niña)
- Pablo Arnoletti ((Márama)) (Xavi niño)
- Andrea Davidovics (Lola)
- Ricardo Fernández Blanco (Agustín)
- Juan Gamero (Camargo)
- César Troncoso (Raúl)
- Jorge Temponi (Silva)
- Cecilia Cósero (Cecilia)
- Liliana Chao (María)
- Liliana López (Pocha)
- Antonella Acquistapace (Daniela)
- Jorge Dávila (Pedro Rocha)
- Shiomara Oviedo (Luisa)
- Mauricio Reyno (Alférez)
- Lucio Hernández (Romero)
- Bruno Cetraro (Morey)
- Robert Moré (Pelo)
- Patricia Wolf (Malena)
- Rogelio Gracia (Locutor)

## Premios

### Nominaciones
- 2005: Premio Julio Alejandro Fundación Autor, SGAE al guion inédito para Ricardo Fernández Blanco.
- 2008: Sección oficial para Biznaga de Oro del Festival de Málaga
- 2009: Mejor actor de reparto (Mauricio Dayub), por la Asociación de Cronistas Cinematográficos de la Argentina